# Château de Saint-Projet
Le château de Saint-Projet est un château du Sud-Ouest de la France. Situé dans le département de Tarn-et-Garonne sur la commune de Saint-Projet.

## Histoire

### Famille de Jehan
Cette seigneurie a été donnée par Philippe Le Bel à Jehan de Jehan qui fit construire le château primitif sur un tumulus gallo-romain. 
Cette famille, connue par la suite sous le nom de Jehan de Saint-Projet, a conservé ce fief jusqu'à ce qu'elle s'éteigne en ligne masculine et se fonde en 1560 dans la famille quercynoise de Lafon, par le mariage de Françoise de Jehan avec Flotard Ier de Lafon de Féneyrols. 

### Famille de Lafon de Féneyrols
De leur mariage, ils eurent quatre enfants, Flotard II, Marguerite mariée en 1585 avec Bathazard de Cadrieu, Suzanne mariée en 1590 avec Françaoise de Cahuzac, et Jacques marié à Angelote de Castanet, fille de Bernard et de Jeanne de Montfaucon;
Flotar II de Lafon, seigneur de Féneyrols et de Saint-Projet, épousa en 1585 Isabelle de Fontenille, dame de Montesquieu, fille de Philippe de La Roche, baron de Fontenille, gentilhomme ordinaire du roi Charles IX, et de Françoise de Lasseran-Massencomme qui était la fille du célèbre Capitaine Montluc.
Le petit-fils de Flotard II de Lafon de Féneyrols, Fabien de Lafon de Saint-Projet épousa le 12 novembre 1655 avec Françoise de Reilhac, dont Joseph Bonaventure , qui épouse Marie Bonaventure de Montclar de Montbrun, le 24 février 1705, dans la chapelle du château de Montbrun, à Méallet (Cantal), fille de Gaspard de Montclar et de Juliette de Fontanges

### Hôtes illustres

#### Margot de Valois
Château ayant servi de refuge à Marguerite de Valois, la « reine Margot », poursuivie par les troupes du Roi de France Henri III, lors des Guerres de Religion. 
Partie de Nérac le 25 septembre 1585, elle couche au village de Brassard, dans l'Agenais, le lendemain, à Saint-Projet; le 27 à Bournazel, dans le Rouergue; le 28, elle est à Entraygues, le 29 à Montsalvy; le 30, chez elle, à Carlat. Là, elle est protégée et gardée par le capitaine du château, Gilbert de Marzes (Gilbert Robert de Lignerac). 

Après son départ, sa chambre fut murée. Elle est redécouverte avec son mobilier en 1990, à la suite de travaux.

## Galerie

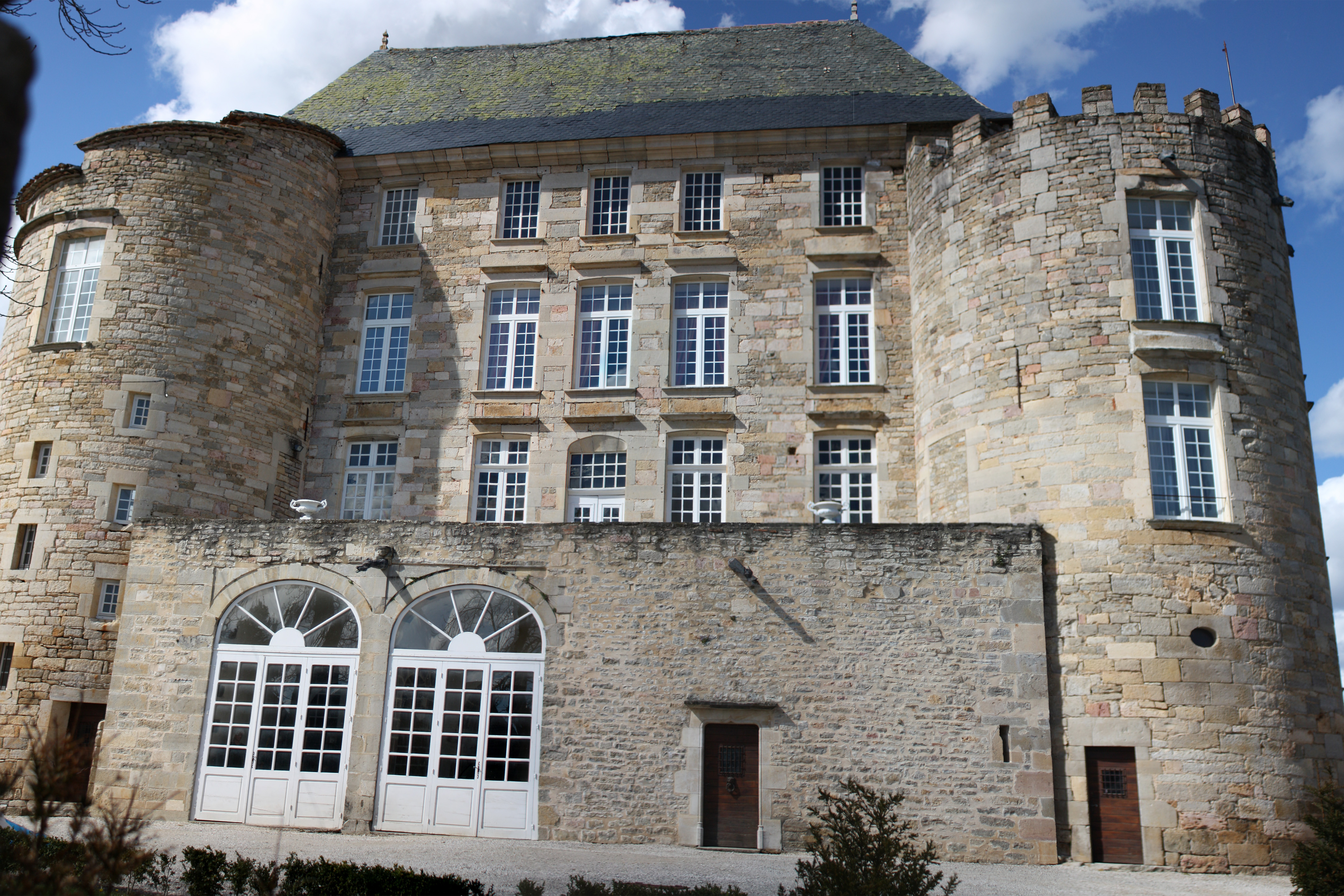
Façade Sud
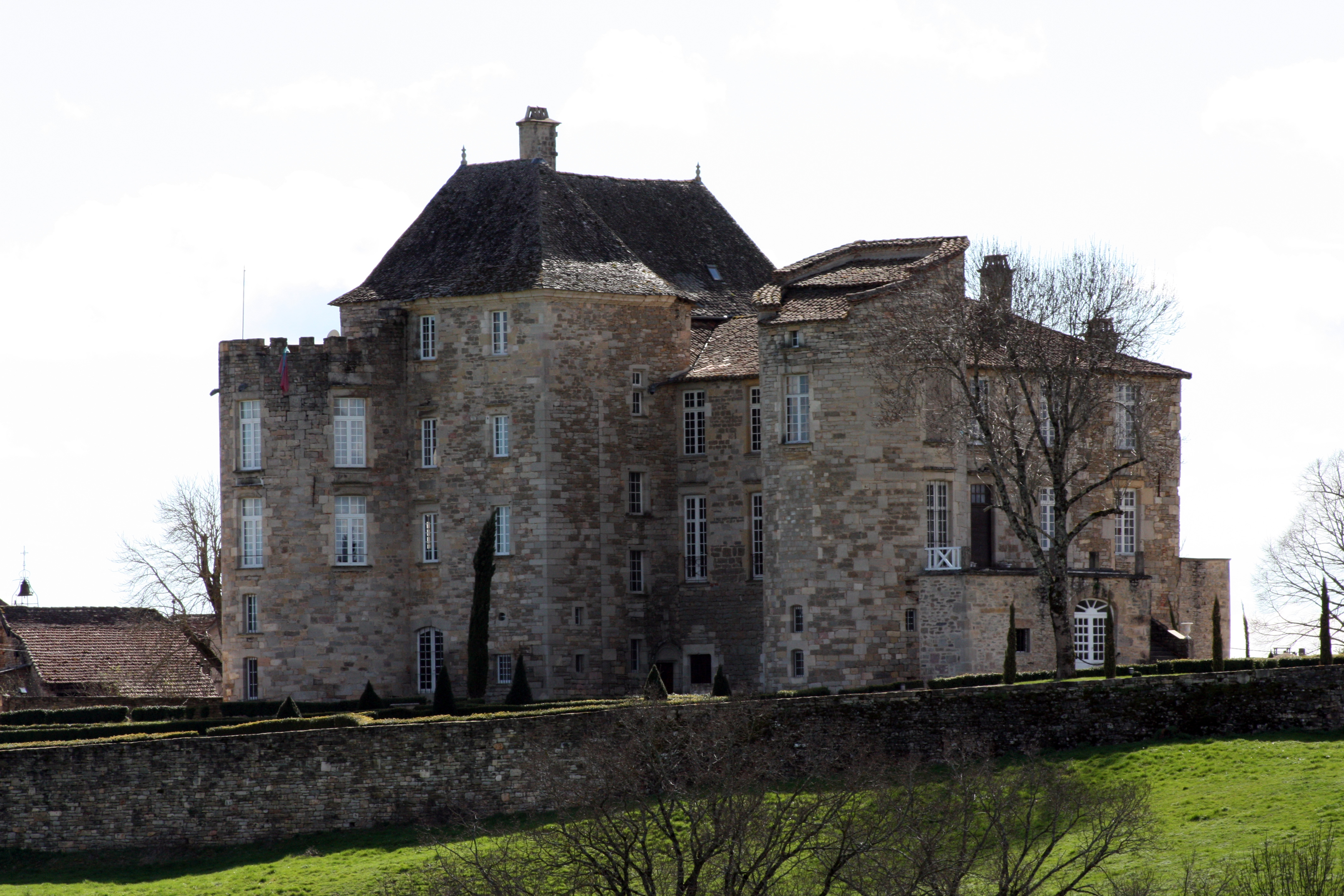

## Lieu de tournage
En 2017, une équipe de l'émission Secrets d'Histoire a tourné plusieurs séquences au château dans le cadre d'un numéro consacré à Marguerite de Valois, intitulé La légende noire de la reine Margot et diffusé le 29 juin 2017 sur France 2.